# Hannah Karminski
Hannah Karminski (née Minna Johanna Karminski le 24 avril 1897 à Berlin et morte le 4 juin 1943 à Auschwitz-Birkenau) est une enseignante allemande, dirigeante de la Ligue des femmes juives, et militante pour les droits des personnes juives en Allemagne. Elle aide à l'émigration de nombreuses personnes, puis devient une victime de la Shoah.

## Biographie
Hannah Karminski naît à Berlin le 24 avril 1897 ; elle est la fille du banquier Adolf Abraham Karminski et de sa femme Selma Karminski, née Cohn.
Une fois diplômée, Karminski devient enseignante en école maternelle à Berlin. Elle déménage ensuite à Hambourg pour travailler à l'Institut du travail social, dirigé par Gertrud Bäumer, puis elle prend la tête du Club des Filles Israélites à Francfort.
En 1904, Bertha Pappenheim fonde la Ligue des femmes juives. Plusieurs années plus tard, elle prend Karminski sous son aile à Francfort,. Karminski intègre la Ligue en tant que secrétaire : de 1924 à 1938, elle est chargée de l'édition de son journal mensuel. Après la liquidation forcée de la Ligue en 1938, Karminski décide de rester en Allemagne et de continuer son travail auprès de l'Association des Juifs du Reich Allemand. Un an plus tard, sa petite sœur, dont elle est très proche, part vivre en Suisse avec son mari mais elle ne l'y rejoint pas, considérant qu'elle est plus utile sur place.
Le 9 décembre 1942, Hannah Karminski est raflée malgré une forte fièvre. Elle est déportée à Auschwitz-Birkenau où elle est assassinée le 4 juin 1943.

## Publications
- (de) Hannah Karminski, « Internationale jüdische Frauenarbeit. », Der Morgen,‎ 1929, p. 280-287 (lire en ligne)
- (de) « Berufsfragen für Mädchen [Rezension] », Der Morgen. Monatsschrift der Juden in Deutschland, vol. 11, no 5,‎ 1935, p. 237
- (de) Emmy Wolff, : Frauengenerationen in Bildern, Berlin, Herbig, 1928, « Jüdisch-religiöse Frauenkultur, in typischen Formen und Äußerungen », p. 163–172
- (de) Vom jüdischen Geist: eine Aufsatzreihe, Berlin, Biko, 1934, « Soziale Gesetzgebung »

## Postérité

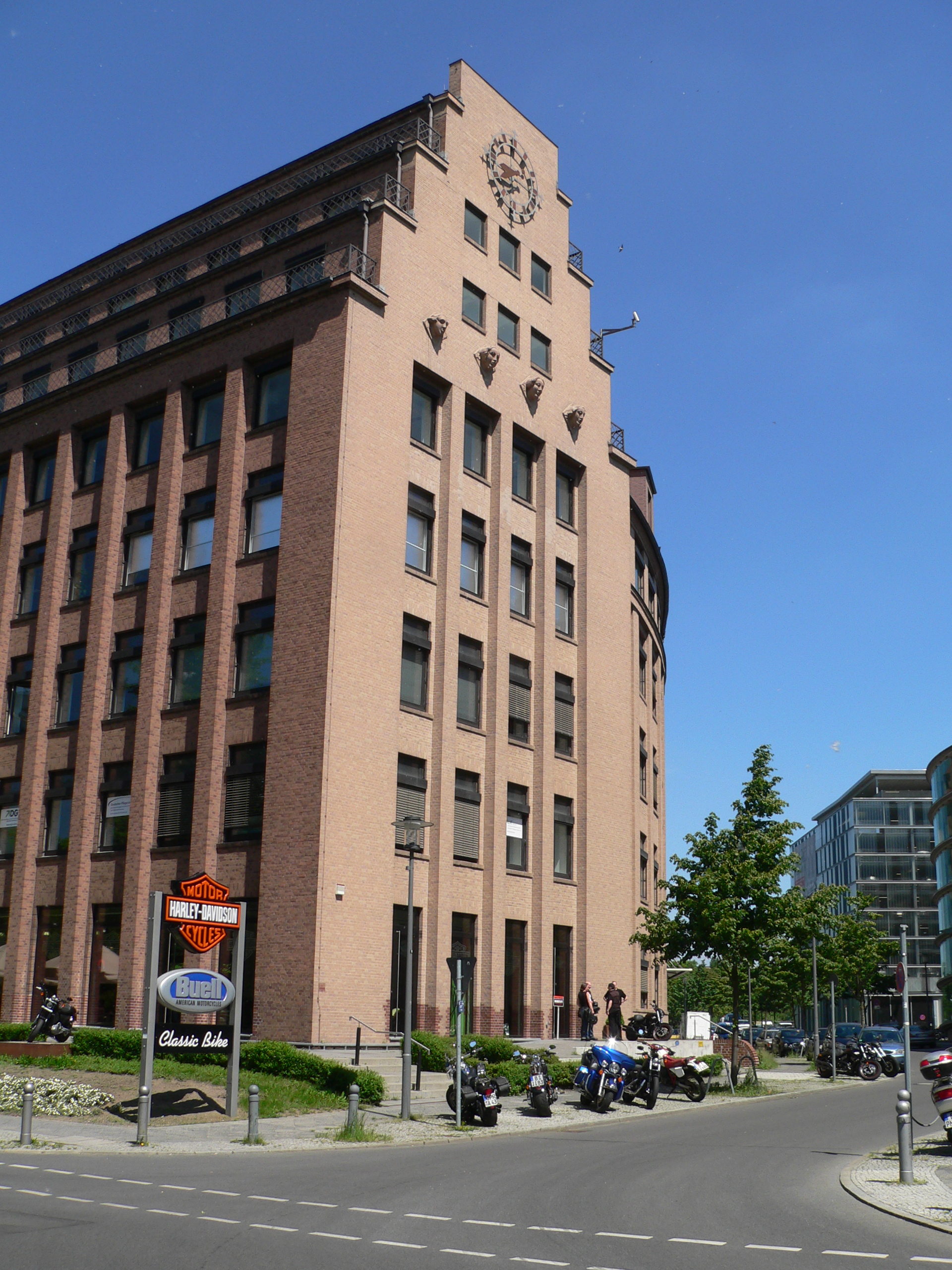
Succursale Harley-Davidson de Berlin-Charlottenburg, Hannah-Karminsi-Strasse

En octobre 2002, la rue Hannah Karminski (Hannah-Karminsi-Strasse) est inaugurée dans le quartier de Charlottenburg à Berlin,.